# Řitonice
Řitonice jsou obec v okrese Mladá Boleslav v Středočeském kraji. Rozkládá se asi šestnáct kilometrů východně od Mladé Boleslavi. Žije zde 86 obyvatel.

## Historie
První písemná zmínka o obci pochází z roku 1352.

### Volby 2010 a 2014
V říjnu 2010 se v obci nekonaly komunální volby, protože nebyla podána žádná kandidátní listina. Nikdo se nepřihlásil ani do dodatečných voleb vyhlášených na 5. února 2011, takové obce byly v České republice pouze dvě (druhou byly Prameny). Přenesenou působnost zde na základě rozhodnutí Krajského úřadu Středočeského kraje vykonával magistrát města Mladá Boleslav. Správcem obce byl jmenován Ing. Zdeněk Šusta. Řitonice si nové zastupitelstvo zvolily až v řádných komunálních volbách v říjnu 2014, v nichž kandidovalo pouze šest lidí na společné kandidátce „Za prosperitu obce Řitonice“. Pětičlenné obecní zastupitelstvo poté zvolilo starostou Josefa Pavlíčka, místostarostou se stal Zdeněk Pavlíček.

## Obyvatelstvo
| Rok            | 1869 | 1880 | 1890 | 1900 | 1910 | 1921 | 1930 | 1950 | 1961 | 1970 | 1980 | 1991 | 2001 | 2011 | 2021 |
| -------------- | ---- | ---- | ---- | ---- | ---- | ---- | ---- | ---- | ---- | ---- | ---- | ---- | ---- | ---- | ---- |
| Počet obyvatel | 205  | 201  | 195  | 153  | 165  | 159  | 151  | 110  | 115  | 92   | 87   | 76   | 69   | 91   | 79   |
| Počet domů     | 31   | 30   | 31   | 32   | 31   | 31   | 33   | 33   | 30   | 28   | 30   | 37   | 36   | 42   | 41   |

## Obecní správa

### Územněsprávní začlenění
Dějiny územněsprávního začleňování zahrnují období od roku 1850 do současnosti. V chronologickém přehledu je uvedena územně administrativní příslušnost obce v roce, kdy ke změně došlo:
- 1850 země česká, kraj Jičín, politický okres Jičín, soudní okres Sobotka[13]
- 1855 země česká, kraj Mladá Boleslav, soudní okres Sobotka[13]
- 1868 země česká, politický okres Jičín, soudní okres Sobotka[13]
- 1939 země česká, Oberlandrat Jičín, politický okres Jičín, soudní okres Sobotka[14]
- 1942 země česká, Oberlandrat Hradec Králové, politický okres Jičín, soudní okres Sobotka[15]
- 1945 země česká, správní okres Jičín, soudní okres Sobotka[16]
- 1949 Liberecký kraj, okres Mnichovo Hradiště[17]
- 1960 Středočeský kraj, okres Mladá Boleslav[18]
- k 1. lednu 1980 Středočeský kraj, okres Mladá Boleslav, obec Domousnice[19]
- k 24. listopadu 1990 Středočeský kraj, okres Mladá Boleslav[19]

### Obecní symboly
Znak a vlajka byly obci uděleny rozhodnutím předsedy Poslanecké sněmovny Parlamentu České republiky dne 14. prosince 2018.

## Společnost
V obci Řitonice (157 obyvatel, katol. kostel) byly v roce 1932 evidovány tyto živnosti a obchody: družstvo pro rozvod elektrické energie v Řitonicích, hostinec, kovář, obchod se smíšeným zbožím, obuvník, spořitelní a záložní spolek pro Řitonice, trafika, truhlář, zámečník.

## Doprava
Silniční doprava
- Obcí prochází silnice II/279 Svijany – Dolní Bousov – Řitonice – Mcely.

Železniční doprava
- Obcí prochází železniční Trať 063 Bakov nad Jizerou – Dolní Bousov – (Kopidlno). Je to jednokolejná regionální trať, na níž byla doprava zahájena roku 1883. Na úseku z Dolního Bousova do Kopidlna je od roku 2007 zastavena osobní doprava.

Autobusová doprava
- V obci měly v červnu 2011 zastávku autobusové linky jedoucí do těchto cílů: Dětenice, Dolní Bousov, Kopidlno, Libáň, Mladá Boleslav.[22]

## Pamětihodnosti
- Kostel svatého Štěpána uprostřed vesnice, o jehož záchranu usiluje Nadační fond kostela sv. Štěpána v Řitonicích (zakladatel zpěvák Ondřej Ruml)[23]